# Sabine Sebrowski
Sabine Sebrowski (geb. Kärgel; * 28. April 1951 in Crivitz) ist eine ehemalige deutsche Speerwerferin, die für die DDR startete.
Bei den Leichtathletik-Europameisterschaften 1974 in Rom und den Olympischen Spielen 1976 in Montreal wurde sie jeweils Fünfte.
Ihre persönliche Bestleistung von 65,46 m stellte sie am 30. Mai 1976 in Karl-Marx-Stadt auf.
Sabine Sebrowski startete für den SC Traktor Schwerin.